# Campeonato Europeo de Halterofilia de 1966
El XLVI Campeonato Europeo de Halterofilia se celebró en Berlín Oriental (RDA) entre el 15 y el 21 de octubre de 1966 bajo la organización de la Federación Europea de Halterofilia (EWF) y la Federación de Halterofilia de la RDA.
El evento fue realizado en el XLI Campeonato Mundial de Halterofilia. Los tres mejores halterófilos europeos de cada categoría recibieron las correspondientes medallas.

## Medallistas
| Evento  | Oro                                | Plata                                  | Bronce                                |
| ------- | ---------------------------------- | -------------------------------------- | ------------------------------------- |
| 56 kg   | Alexei Vajonin URSS 362,5          | Imre Földi · Hungría · 360,0           | Róbert Nagy · Hungría · 330,0         |
| 60 kg   | Mieczysław Nowak · Polonia · 382,5 | Rudolf Kozłowski · Polonia · 357,5     | Sebastiano Mannironi · Italia · 355,0 |
| 67,5 kg | Yevgueni Katsura URSS 437,5        | Marian Zieliński · Polonia · 410,0     | János Bagócs · Hungría · 402,5        |
| 75 kg   | Viktor Kurentsov URSS 450,0        | Waldemar Baszanowski · Polonia · 447,5 | Werner Dittrich RDA 442,5             |
| 82,5 kg | Vladimir Beliayev URSS 485,0       | Győző Veres · Hungría · 485,0          | Hans Zdražila Checoslovaquia 465,0    |
| 90 kg   | Géza Tóth · Hungría · 487,5        | Ireneusz Paliński · Polonia · 477,5    | Marek Gołąb · Polonia · 475,0         |
| +90 kg  | Leonid Zhabotinski URSS 567,5      | Stanislav Batishchev URSS 530,0        | Manfred Rieger RDA 492,5              |

1. 1 2 3  Fuerza (kg) + arrancada (kg) + dos tiempos (kg) = TOTAL (kg)

## Medallero
| Núm. | País           | Oro | Plata | Bronce | Total |
| ---- | -------------- | --- | ----- | ------ | ----- |
| 1    | URSS           | 5   | 1     | 0      | 6     |
| 2    | Polonia        | 1   | 4     | 1      | 6     |
| 3    | Hungría        | 1   | 2     | 2      | 5     |
| 4    | RDA            | 0   | 0     | 2      | 2     |
| 5    | Checoslovaquia | 0   | 0     | 1      | 1     |
| 5    | Italia         | 0   | 0     | 1      | 1     |
|      | TOTAL          | 7   | 7     | 7      | 21    |